# Aron Pálmarsson
Aron Pálmarsson (19 de julio de 1990, Hafnarfjörður, Islandia) es un jugador de balónmano islandés que juega de central o lateral izquierdo en el Telekom Veszprém. También juega en la selección islandesa y jugó un papel importante para el equipo con el que ganó la medalla de bronce en el Campeonato Europeo de Balonmano Austria 2010.
Pálmarsson llamó la atención mientras jugaba para el equipo FH Hafnarfjörður antes de transferirse al THW Kiel. Pálmarsson jugaba desde su juventud en el club islandés FH Hafnarfjordur. Él es considerado uno de los mayores talentos en el mundo de balonmano. Ha jugado 41 partidos internacionales hasta la fecha, en el que anotó 118 goles. En junio de 2008, el TBV Lemgo había hecho un acuerdo preliminar con Pálmarsson por dos años. El 20 de diciembre de 2008 Pálmarsson firmó un contrato con THW Kiel por cuatro años, al cual se incorporó en verano de 2009. THW Kiel extendió el contrato con Pálmarsson por dos temporadas más. 
En mayo de 2014 fue fichado por el MKB Veszprém.

## Clubes
- FH Hafnarfjörður (1998-2009)
- THW Kiel (2009-2015)
- MKB Veszprém (2015-2017)
- F. C. Barcelona Lassa (2017-2021)
- Aalborg Håndbold (2021-2023)
- FH Hafnarfjörður (2023-2024)
- Telekom Veszprém (2024- )[6]

## Palmarés

### Selección nacional
| Campeonato Europeo | Campeonato Europeo | Campeonato Europeo | Campeonato Europeo |
| Año                | Lugar              | Medalla            |                    |
| ------------------ | ------------------ | ------------------ | ------------------ |
| 2010               | Austria            | Medalla de bronce  |                    |

### THW Kiel
- Bundesliga (5): 2010, 2012, 2013, 2014, 2015
- Copa de Alemania de balonmano (2): 2011, 2012
- Supercopa de Alemania de balonmano (1): 2011
- Liga de Campeones de la EHF (2): 2010, 2012

### Veszprém
- Liga húngara de balonmano (2): 2016, 2017
- Copa de Hungría de balonmano (2): 2016, 2017
- Liga SEHA (1): 2016

### FC Barcelona
- Copa Asobal (4): 2017-18, 2018-19, 2020, 2021
- Supercopa de España de Balonmano (4): 2018, 2019, 2020, 2021
- Liga Asobal (4): 2018, 2019, 2020, 2021
- Copas del Rey: (4): 2018,  2019, 2020, 2021
- Mundialito de clubes (2): 2018, 2019
- Liga de Campeones de la EHF (1): 2021

### Aalborg
- Copa de Dinamarca de balonmano (1): 2021

## Otros
- Su padre Pálmar Sigurðsson es un exjugador de baloncesto reconocido.[7]
- Pálmarsson es el sobrino del futbolista Eiður Guðjohnsen, quien actualmente juega en el FC Pune City indio.